# Sandy & Junior (álbum de 2006)
Sandy & Junior é o décimo segundo e último álbum de estúdio da dupla brasileira de mesmo nome, lançado em 28 de abril de 2006, através da Universal Music. Após lançarem pelo menos um álbum por ano entre 1991 e 2003, a dupla passou a ter uma maior liberdade dentro de sua gravadora. Grande parte de Sandy & Junior foi gravada em Miami, em meados de 2005, sob produção de Sebastian Krys, produtor escolhido por Junior, que descreveu o projeto como o primeiro "autoral" da dupla. Junior co-produziu todo o material e Sandy assina a composição de sete faixas. Musicalmente, Sandy e Junior é predominante um álbum pop rock continuando a exploração do duo pelo gênero, algo iniciado desde o seu álbum anterior Identidade (2003); sua instrumentação inclui baixo, bateria, guitarra, teclado, piano e violão. Suas letras exploram temas como sociedade, amor e percepção pública.
O álbum foi recebido de forma geralmente mista por críticos musicais. Sua produção foi elogiada, mas alguns deles disseram que falta "profundidade" às composições. A obra foi responsável pela segunda indicação da dupla ao Grammy Latino, onde concorreram ao prêmio de Melhor Álbum Pop Contemporâneo em Língua Portuguesa, a primeira foi com o álbum de 2001, na categoria Engenharia de Som. Comercialmente, vendeu cerca de 150 mil cópias e foi certificado com platina pela Pro-Música Brasil (PMB). A dupla também viajou a Portugal a fim de promovê-lo, em virtude disso, na parada oficial do país, conseguiu a 21.ª colocação como melhor.

## Desenvolvimento
Nesse álbum, os irmãos começaram a experimentar de maior liberdade artística. Junior disse que o álbum é o primeiro "autoral" da dupla, e afirmou: "Depois de um certo tempo de carreira, você consegue conquistar uma liberdade perante à gravadora. Dissemos à Universal que só entregaríamos o CD quando estivesse pronto e trabalhamos sem a pressão dos prazos. Isso foi fundamental para que o CD saísse assim e parecesse mesmo tão autoral. Sem dúvida, é o mais autoral da nossa carreira."
Os cantores optaram por não dar um título ao disco, colocando apenas um símbolo na capa. A produção iniciou-se em meados de 2005; Boa parte dele foi gravada em Miami, nos Estados Unidos, sob a produção de Sebastian Krys, que foi escolhido por Junior. Foram produzidas 12 canções, sendo 7 compostas por Sandy, enquanto Junior atua como co-produtor. Musicalmente, tem fortes influências do pop rock. Sandy acredita que o álbum "tem a função de mostrar como realmente somos e acabar com os rótulos que inventaram pra gente."
"A gente ousou mais neste CD. Agora estamos mais seguros nesse estilo e identidade musical. Arriscamos, misturamos ritmos, mudamos a maneira de cantar, inserimos novos instrumentos e usamos outros temas nas letras." –Sandy 
"Temos que ser sinceros com a nossa arte. Como músicos, não podemos trair os nossos desejos para agradar a todos. Ficar à vontade em um processo de criação traz um resultado melhor." –Junior
O relacionamento de Sandy com seu então namorado e atual marido Lucas Lima foi retratado em algumas canções. Ela disse: "Não posso dizer que as músicas que compus para este trabalho foram para o Lucas. mas claro que todas as canções românticas que escrevo, refletem de uma certa maneira meu namoro com ele." A canção "Discutível Perfeição" foi descrita por Sandy como um "desabafo" aos rótulos colocados nela pela mídia. "Nas Mãos da Sorte" tem participação do rapper norte-americano Taboo, do grupo Black Eyed Peas, e do cantor brasileiro Milton Nascimento (recitando um poema de Gabriel, O Pensador). Junior descreveu a canção como "uma mistura de ritmos brasileiros com hip hop." O trabalho foi lançado em duas versões: simples e edição especial. A edição especial, que vem dentro de uma luva de cartão com a imagem da capa recortada, traz um CD e um DVD. O DVD apresenta um documentário de 22 minutos com os bastidores da produção do álbum, além das 12 músicas do CD mixadas em 5.1.

## Recepção crítica
| Críticas profissionais | Críticas profissionais |
| Avaliações da crítica  | Avaliações da crítica  |
| Fonte                  | Avaliação              |
| ---------------------- | ---------------------- |
| Terra Networks         | Desfavorável           |
| Folha de S.Paulo       | [ 10 ]                 |
| O Globo                | Favorável              |

As avaliações dos crítico de música foram, em maioria, mistas. Enquanto sua produção foi geralmente elogiada, as letras das canções receberam críticas negativas. Escrevendo para o site Terra, o jornalista musical Mauro Ferreira afirmou que o álbum é "muito bem tocado, [os] arranjos são bacanas e as vozes estão harmonizadas com requinte, especialmente em "Você Não Banca o meu Sim". Todas as faixas têm instrumental à altura dos melhores trabalhos do gênero [pop rock]." No entanto, Ferreira também afirmou que "Sandy & Junior não são compositores inspirados. Um dos erros é o expressivo número de músicas assinadas pela dupla, sozinha ou em parceria. Teria sido salutar experimentar outros autores, outras levadas. De nada, então, adianta Sandy ensaiar em "Discutível Perfeição" uma revolta contra sua imagem de princesa certinha. Até sua letra-desabafo parece concebida numa sala de marketing." Ronaldo Evangelista, da Folha de S.Paulo, compartilhou da mesma opinião e disse que, embora a produção seja "impecável", com "composições redondinhas" e "instrumentais caprichados", Sandy e Junior "parecem incapazes de qualquer tipo de profundidade".
Jamari França, do jornal O Globo, fez uma crítica positiva e disse que a música da dupla mudou "para melhor". Também em contribuição ao O Globo, Bruno Porto fez uma crítica positiva e o descreveu como um avanço artístico de Sandy e Junior, com produção "caprichada", enquanto Antônio Carlos Miguel o descreveu como "um bom disco de pop-rock (com brasilidade perto do zero)". O disco foi responsável pela primeira e única indicação da dupla ao Grammy Latino, onde concorreram ao prêmio de Melhor Álbum Pop Contemporâneo em Língua Portuguesa.

## Lista de faixas
Créditos adaptados do encarte do CD Sandy & Junior, de 2006.
| N.º            | Título                                              | Compositor(es)                                                 | Duração |  |
| 1.             | "Estranho Jeito de Amar"                            | Junior Lima Tatiana Parra Otávio Moraes                        | 4:22    |  |
| 2.             | "Replay" (Slip Away)                                | Sandy Leah Korpi Wollo Woodford                                | 3:38    |  |
| 3.             | "Tudo Pra Você"                                     | Leah                                                           | 3:14    |  |
| 4.             | "Dessa Vez"                                         | Alexandre Castilho Victor Pozas André Aquino Juliano Cortuah   | 3:21    |  |
| 5.             | "Discutível Perfeição"                              | Leah Parra                                                     | 4:03    |  |
| 6.             | "Ida Nem Volta" (Ida Ni Vuelta)                     | Leah Sebastian Krys Torres Elstem John Falconi                 | 3:13    |  |
| 7.             | "Você Não Banca o Meu Sim"                          | Leah Parra Conrado Goys                                        | 3:56    |  |
| 8.             | "Nós Dois no Abismo"                                | André Vasconcellos Vinícius Rosa Milton Guedes Alexandre Lalas | 3:06    |  |
| 9.             | "O Preço"                                           | Frejat Mauro Sta. Cecília Luce                                 | 2:50    |  |
| 10.            | "Destinos"                                          | Leah Diego Saldanha Totonho Villeroy                           | 3:43    |  |
| 11.            | "Nas Mãos da Sorte" (com Milton Nascimento e Taboo) | Leah Lima Otavio Moraes Krys                                   | 4:26    |  |
| 12.            | "Último (instrumental)"                             | Leah Lima Moraes Krys                                          | 2:13    |  |
| Duração total: | Duração total:                                      | Duração total:                                                 | 41:45   |  |

## Desempenho comercial
Na semana de 11 a 17 de maio de 2006, ocupou a segunda colocação na parada de álbuns nacionais mais vendidos no Brasil. A Associação Brasileira de Produtores de Discos (ABPD), atual Pro-Música Brasil (PMB), o certificou com platina, denotando mais de 100 mil cópias vendidas. A dupla viajou para Portugal a fim de promovê-lo. Na parada oficial do país, o disco chegou a vigésima primeira colocação.
| País — Tabela musical (2006) | Posição de pico |
| ---------------------------- | --------------- |
| Brasil (HITS São Paulo)      | 2               |
| Portugal (AFP)               | 21              |

| Região                                                                                             | Certificação | Vendas  |
| -------------------------------------------------------------------------------------------------- | ------------ | ------- |
| Brasil (Pro-Música Brasil)                                                                         | Platina      | 150 000 |
| *números de vendas baseados somente na certificação ^distribuições baseadas apenas na certificação |              |         |